# ムルジャン・タワー
ムルジャン・タワー(Murjan Tower)は、バーレーンの首都・マナーマに計画予定だったハイパービルディング。

## 概要
高さは1,022m、200階建てである。設計はデンマークの建築家のヘニング・ラーセン(Henning Larsen)。事業主体(所有者)はスウェーデンの企業である。

## リンク
- ムルジャン・タワー - Emporis （英語）